# Élisabeth de Luxembourg (1922-2011)
Pour les articles homonymes, voir Élisabeth de Luxembourg.
Élisabeth de Luxembourg, née le 22 décembre 1922 et morte le 22 novembre 2011, est la fille de la grande-duchesse Charlotte (1896-1985)  et de Félix de Bourbon (1893-1970), prince de Parme, frère de l'impératrice d'Autriche Zita. La princesse Élisabeth, duchesse de Hohenberg par son mariage, est sœur du grand-duc Jean et tante du grand-duc Henri.

## Jeunesse
Devant l'imminence de l'invasion allemande du 10 mai 1940, la famille grand-ducale quitte le Luxembourg, en traversant la France et l'Espagne pour se réfugier au Portugal. Le 15 juillet, le croiseur Trenton, envoyé par le président Roosevelt, emmène son père le prince Félix avec ses enfants sur le continent américain, tandis que sa mère, la grande-duchesse Charlotte, prend la direction de Londres. Étant dans l'obligation de respecter la neutralité américaine, la famille grand-ducale s'installe à Montréal, au Canada. Elle étudie à Québec au Collège Jésus-Marie de Sillery. Avec le prince Félix et le grand-duc héritier Jean, elle gagne Londres en octobre 1942. Une fois la guerre terminée, la famille grand-ducale regagne le grand-duché.

## Mariage
Le 22 novembre 1955, elle épouse le prince François-Ferdinand de Hohenberg, né le 13 septembre 1927 au château d'Artstetten, en Autriche. Il est le fils du duc Maximilien de Hohenberg (1902-1962) et d'Elisabeth von Walburg zu Wolfegg und Waldsee (1904-1993) et petit-fils de l'archiduc François-Ferdinand d'Autriche (1863-1914), assassiné lors de l'attentat de Sarajevo. Le mariage religieux a lieu le 9 mai 1956 en la cathédrale Notre-Dame de Luxembourg. Le couple s'établit ensuite au château d'Artstetten. Son mari le duc de Hohenberg meurt en 1977 et est inhumé dans la crypte du château d'Arstetten. Deux enfants nés dans le château grand-ducal de Berg sont issus de cette union :
- Anita von Hohenberg (née en 1958), qui épouse en 1978 Romée de La Poëze d'Harambure (1949), dont postérité ;
- Sophie von Hohenberg (née en 1960), qui épouse en 1983 Jean-Louis de Potesta (1951), dont postérité.

## Installation à Luxembourg
À la suite du décès de son mari, elle hérite du château d'Artstetten, qu'elle cède en 1983 à sa fille aînée Anita de La Poëze d'Harambure. Après le décès de sa mère la grande-duchesse Charlotte en 1985, elle s'installe au Wasserhaf, près du château de Fischbach. De 1980 à 1990, elle participe aux cérémonies officielles. Sur la fin de sa vie, elle s'installe définitivement au château de Fischbach auprès de son frère le grand-duc Jean.

## Décès
Victime d'un accident vasculaire cérébral en 2010, elle meurt le 22 novembre 2011 au château de Fischbach. Elle est inhumée auprès de son mari dans la crypte du château d'Artstetten.